# Mazda Tribute
Mazda Tribute är en bilmodell i den kompakta SUV-klassen och tillverkas av Mazda sedan 2000.
Det finns varianter med Ford- och Mercury-emblem. Mazda Tribute lanserades under 2000.
Modellen sålde inget vidare och efter ett tag tog Ford över försäljningen i Europa där den fortsatte att säljas under namnet Ford Maverick.
Mazda Tribute såldes i Europa mellan 2000 och 2001, men säljs fortfarande i USA. I Japan efterträddes Mazda Tribute under 2007 av Mazda CX-7.